# Vítor Pereira
Vítor Manuel de Oliveira Lopes Pereira (Espinho, 26 juli 1968) is een Portugese voetbalcoach, die zelf ook actief was als voetballer.

## Carrière
Vítor Pereira had een bescheiden spelerscarrière. Hij begon bij de jeugd van Sporting de Espinho en kwam nadien uit voor verscheidene clubs uit de regionale divisies. Zo speelde hij bij AA Avanca, União Oliveirense, São João de Ver en Fiães SC. Pereira combineerde het voetbal met zijn studie lichamelijke opvoeding aan de universiteit van Porto. Na zijn studie werd hij assistent-trainer en jeugdcoach. In 2002/03 trainde hij een jeugdelftal van Padroense FC, een jaar later kreeg hij dezelfde functie bij FC Porto.
In 2004 maakte de inmiddels 36-jarige Pereira zijn debuut als hoofdcoach. Hij volgde Luis Castro op bij het bescheiden AD Sanjoanense. Onder zijn leiding werd de club vijfde in Divisie II B. Na het seizoen stapte hij over naar reeksgenoot Espinho, de club van zijn geboorteplaats. In zijn eerste seizoen werd de club vicekampioen met vier punten achterstand op kampioen Lousada. Een jaar later werd hij bij de Tijgers aan de kant geschoven voor Amândio Barreiras. Pereira keerde vervolgens terug naar Porto, waar hij opnieuw jeugdcoach werd.
In 2008 ging de Portugese coach aan de slag bij Santa Clara. Hij loodste zijn team in 2009 naar een derde plaats. In zijn tweede seizoen bij Santa Clara bereikte de club de 1/8 finale van de beker en eindigde het als vierde in de Segunda Liga.
Na twee jaar belandde Pereira opnieuw bij FC Porto, waar hij ditmaal de assistent werd van hoofdcoach André Villas-Boas. Onder leiding van het duo veroverde Porto zijn 28e landstitel en de Europa League. Nadien vertrok Villas-Boas naar Chelsea en nam Pereira het roer over als hoofdcoach. Hij tekende een contract voor twee seizoenen bij de Portugese topclub. In augustus 2011 sleepte hij met de supercup zijn eerste prijs in de wacht. Diezelfde maand verloor hij wel de UEFA Super Cup na een 2-0 nederlaag tegen FC Barcelona. In 2012 won hij zijn eerste landstitel als hoofdcoach.

## Erelijst
Met  FC Porto
Als assistent-coach
| Competitie         | Aantal | Jaren |
| ------------------ | ------ | ----- |
| Portugees kampioen | 1x     | 2011  |
| UEFA Europa League | 1x     | 2011  |

Als hoofdcoach
| Competitie         | Aantal | Jaren      |
| ------------------ | ------ | ---------- |
| Portugees kampioen | 2x     | 2012, 2013 |
| Supertaça          | 2x     | 2011, 2012 |

Met  Olympiakos Piraeus
| Competitie           | Aantal | Jaren |
| -------------------- | ------ | ----- |
| Grieks landskampioen | 1x     | 2015  |
| Grieks bekerwinnaar  | 1x     | 2015  |

1 Sá ·
2 Doherty ·
3 Aït-Nouri ·
4 Bueno ·
6 Traoré ·
6 André ·
8 J. Gomes ·
9 Strand Larsen ·
11 Hwang ·
12 Cunha ·
14 Mosquera ·
15 Dawson ·
18 Kalajdžić ·
19 R. Gomes ·
20 Doyle ·
21 Sarabia ·
22 Semedo ·
24 T. Gomes ·
25 Bentley ·
27 Bellegarde ·
29 Guedes ·
30 González ·
31 Johnstone ·
33 Meupiyou ·
34 Djiga ·
37 Lima ·
39 Cundle ·
40 King ·
Coach: Pereira